# James H. Hawley

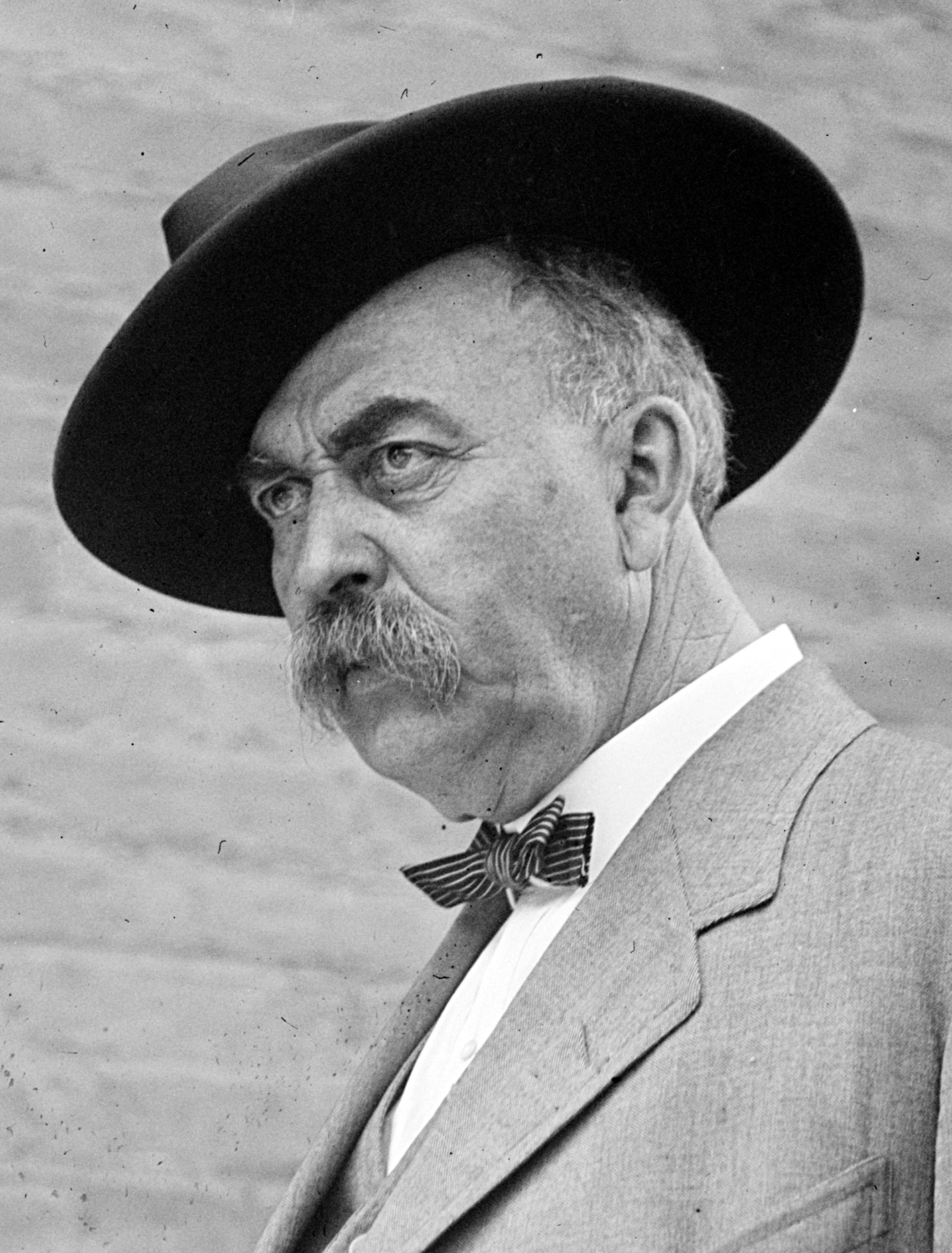
James H. Hawley

James Henry Hawley (* 17. Januar 1847 in Dubuque, Iowa; † 3. August 1929 in Boise, Idaho) war ein US-amerikanischer Politiker und von 1911 bis 1913 Gouverneur des Bundesstaates Idaho.

## Werdegang
Schon als Jugendlicher kam James Hawley nach Kalifornien, wo er sowohl das San Francisco College besuchte, als auch zeitweise im Bergbau tätig war. Nach einem Jurastudium und seiner Zulassung als Rechtsanwalt begann er in Hailey in seinem neuen Beruf zu arbeiten. Er wurde Mitglied der Demokratischen Partei. In den Jahren 1870 und 1874 wurde er in das territoriale Repräsentantenhaus gewählt.
Zwischen 1885 und 1889 war er Bundesstaatsanwalt im Idaho-Territorium. Von 1903 bis 1905 war er Bürgermeister der Stadt Boise. Nach dem Mord am früheren Gouverneur Frank Steunenberg gehörte er im Prozess gegen den Täter zu den anklagenden Staatsanwälten. Dabei wurden auch einige Gewerkschaftsvertreter der Mitschuld angeklagt, die aber mangels an Beweisen freigesprochen wurden. Im Jahr 1910 wurde Hawley zum neuen Gouverneur seines Staates gewählt.
Hawley trat seine zweijährige Amtszeit am 2. Januar 1911 an. In dieser Zeit wurden vier neue Countys gegründet, die Prohibitionsgesetze strenger gefasst und die Staatsverfassung reformiert. Er bewarb sich um die Wiederwahl, unterlag aber dem Republikaner John M. Haines und wurde danach wieder als Anwalt tätig. Im Jahr 1920 veröffentlichte er vier Bände über die Geschichte Idahos. James Hawley starb im August 1929. Mit seiner Frau Mary E. Bullock hatte er acht Kinder.